# Davenport, Iowa
Davenport là một thành phố nằm dọc theo sông Mississippi trong quận Scott, bang Iowa, Hoa Kỳ. Davenport là quận lỵ của quận và thành phố lớn nhất ở quận Scott. Davenport được thành lập ngày 14 tháng 5 năm 1836 bởi Antoine LeClaire và được đặt tên cho người bạn của ông, George Davenport, một đại tá trong chiến tranh Black Hawk đóng quân ở gần Fort Armstrong. Theo cuộc tổng điều tra dân số 2010, thành phố có dân số 99.685 người, là thành phố lớn thứ ba của bang Iowa. Davenport là thành phố lớn nhất của Quad cities (tên gọi chung cho 5 thành phố liền kề của bang Iowa và Illinois). Các thành phố thuộc Quad cities bao gồm các thành phố Davenport, Bettendorf, Moline, East Moline, và Rock Island.
Nằm cách khoảng một nửa giữa Chicago và Des Moines, Davenport tọa lạc trên ranh giới của hai bang Iowa và Illinois. Thành phố này dễ bị ngập lụt thường xuyên do vị trí của nó trên sông Mississippi. Một số lễ hội hàng năm diễn ra tại Davenport như Hội chợ Mississippi Valley, lễ hội chạy bộ Bix 7, và Liên hoan Jazz Bix Beiderbecke Memorial.
Bốn xa lộ liên bang chạy qua thành phố này. Bên cạnh đó thành phố chỉ cách sân bay Quad cities International Airport 10 phút di chuyển bằng ôtô, và cách sân bay quốc tế O'hare International Airport, Chicago chỉ khoảng 2 tiếng 30 phút lái ôtô. Do đó, việc di chuyển đến thành phố này từ Việt nam, hay từ những nơi khác cũng trở nên thuận tiện hơn. 

## Giáo dục
Thành phố Davenport có các trường trung học cơ sở và đại học tiêu biểu như: 
- St. Ambrose University (đại học công giáo)
- Palmer College of Chiropractic (đại học xương khớp)
- Scott Community College (cao đẳng cộng đồng)

Trường đại học khác thuộc Quad cities: 
- Augustana College (thuộc Tp. Rock Island)
- Western Illinois University (thuộc Tp. Moline)

## Cộng đồng người Việt
Thành phố Davenport có một cộng đồng nhỏ người Việt sinh sống, bao gồm những người đến sau biến cố 1975 và những người nhập cư sau này. Cộng đồng người Việt đã góp phần vào việc phát triển của thành phố bằng việc mở các quán ăn, tiệm nail và chùa phật giáo. 
Tại thành phố Davenport hiện nay có hai ngôi chùa phật giáo do người Việt làm trụ trì đó là chùa Kỳ Viên và chùa Kim Cang. Hai ngôi chùa này là nơi truyền bá và lưu giữ văn hoá Việt cho những thế hệ người Việt sau này, những đứa trẻ sinh ra tại Mỹ muốn tìm hiểu về văn hoá của người Việt Nam. Đây cũng là nơi truyền bá phật giáo Việt Nam cho những người Mỹ muốn tìm hiểu về tôn giáo của người Việt. Vào các dịp lễ quan trọng của đạo phật cả hai ngôi chùa được trang trí và treo các áp phích nhằm thu hút các tín đồ và truyền bá nét đẹp văn hoá tôn giáo của người Việt Nam.

Chùa Kỳ Viên tại Davenport, IAChùa Kỳ Viên tại Davenport, IA

1. ↑  “American FactFinder”. United States Census Bureau. 2010. Truy cập ngày 26 tháng 5 năm 2011. Note: Quad City population is equivalent to adding up the populations of Scott County, Iowa và Rock Island, Mercer, and Henry Counties in Illinois.